# Chuyến bay 2216 của Jeju Air
Chuyến bay 2216 của Jeju Air là chuyến bay chở khách quốc tế theo lịch trình từ sân bay quốc tế Suvarnabhumi gần Bangkok, Thái Lan, đến Sân bay quốc tế Muan ở Muan, Hàn Quốc. Vào ngày 29 tháng 12 năm 2024, chiếc máy bay chở khách Boeing 737-800 khi đang thực hiện chuyến bay này đã trượt khỏi đường băng tại Sân bay quốc tế Muan và đâm vào một bức tường bê tông. Trong số 181 người trên máy, 179 người được xác nhận đã thiệt mạng và 2 người sống sót bị thương.
Vụ tai nạn này là sự cố hàng không tồi tệ nhất đối với một hãng hàng không Hàn Quốc kể từ vụ tai nạn chuyến bay 801 của Korean Air ở Guam năm 1997, và là vụ tai nạn thảm khốc nhất xảy ra trên đất Hàn Quốc, vượt qua vụ tai nạn chuyến bay 129 của Air China năm 2002. Đây cũng vụ tai nạn chết người đầu tiên trong lịch sử 19 năm hoạt động của Jeju Air, và là vụ tai nạn tồi tệ nhất của dòng Boeing 737 Next Generation đồng thời là vụ tai nạn hàng không tồi tệ nhất kể từ khi chuyến bay 610 của Lion Air gặp tai nạn vào năm 2018.

## Máy bay
Máy bay gặp nạn là một chiếc Boeing 737-8AS sản xuất năm 2009, được đăng ký là HL8088 và được trang bị hai động cơ CFM International CFM56-7B. Máy bay được giao vào ngày 19 tháng 8 năm 2009 và ban đầu được Ryanair khai thác với số đăng ký EI-EFR. Ryanair đã thuê máy bay này đến năm 2017, sau đó nó được bên cho thuê là SMBC Aviation Capital cho Jeju Air thuê. Năm 2023, máy bay đã bay 1.389 chuyến bay quốc tế đến hơn 12 quốc gia và 747 chuyến bay trong nước. Chưa đầy một tháng trước vụ tai nạn, Jeju Air đã nối lại các hoạt động bay quốc tế theo lịch trình tại Sân bay quốc tế Muan sau khi bị đình chỉ do đại dịch COVID-19 và hãng khai thác 4 chuyến bay mỗi tuần giữa Muan và Bangkok, được thực hiện từ ngày 8 tháng 12.
Khoảng 48 giờ trước khi tai nạn xảy ra, máy bay đã thực hiện 13 chuyến bay khác bao gồm các điểm dừng ở Muan, đảo Jeju và Incheon, cũng như đến Bắc Kinh, Bangkok, Kota Kinabalu, Nagasaki và Đài Bắc. Trước chuyến bay cuối cùng, việc bảo dưỡng bắt buộc máy bay trước chuyến bay được ghi nhận là thực hiện trong 28 phút - thời gian tối thiểu được chính phủ Hàn Quốc cho phép. Theo Jeju Air, không có vấn đề gì trong quá trình kiểm tra trước an toàn của máy bay trước chuyến bay cuối cùng.
Ban đầu, Jeju Air cho biết chiếc máy bay gặp nạn không gặp bất kỳ sự cố nào trước đó, nhưng dữ liệu từ Tổng công ty Sân bay Hàn Quốc cho thấy vào tháng 2 năm 2021, chiếc máy bay đã bị hư hỏng khi đuôi máy bay bị va vào đường băng trong lúc cất cánh từ Sân bay quốc tế Gimpo ở Seoul. Jeju Air đã bị Bộ Đất đai, Cơ sở hạ tầng và Giao thông vận tải phạt 2,2 tỷ won (1,5 triệu USD) vì vi phạm các quy định an toàn. Giữa những lời chỉ trích về việc hãng hàng không bỏ sót vụ việc trên, Jeju Air cho biết họ coi sự cố này là "nhỏ", dẫn đến việc nó đã bị hãng hàng không này bỏ sót trong hồ sơ tai nạn.

## Hành khách và phi hành đoàn
Trong số 175 hành khách có 2 người mang quốc tịch Thái Lan và 173 người còn lại là người Hàn Quốc. Người lớn tuổi nhất trên máy bay là một người đàn ông sinh năm 1946 trong khi người trẻ nhất là một em bé sinh năm 2021. Có 82 hành khách là nam và 93 hành khách là nữ. Năm hành khách dưới 10 tuổi.
Hầu hết các hành khách đều trở về nhà sau chuyến du lịch Giáng sinh trọn gói kéo dài 5 ngày tới Bangkok, do một công ty du lịch tổ chức chuyến đi này đã thuê máy bay. 13 hành khách được báo cáo là các quan chức, chính phủ đang hoạt động hoặc đã nghỉ hưu ở cấp tỉnh hoặc địa phương/thành phố, 8 người là công chức hiện tại hoặc trước đây của huyện Hwasun, và 5 người là viên chức hành chính của Văn phòng Giáo dục Tỉnh Jeonnam.
Tổng cộng có 179 người được xác nhận đã chết. Hai người sống sót, đều là tiếp viên hàng không, đã được cứu từ phía sau máy bay và vẫn còn tỉnh táo. Họ bị thương từ trung bình đến nặng và được điều trị y tế tại các bệnh viện ở Mokpo trước khi được chuyển đến bệnh viện ở Seoul.

## Tai nạn

Đường bay của Jeju Air 7C2216

Chiếc Boeing 737-800 được đẩy lùi ra từ Phòng chờ F, Cổng F6 từ sân bay quốc tế Suvarnabhumi lúc 02:11 rạng sáng giờ ICT (UTC+7) và cất cánh từ Đường băng 02R lúc 2:28 sáng. Máy bay mang theo 181 người bao gồm 175 hành khách và sáu thành viên phi hành đoàn.
Khi máy bay chuẩn bị hạ cánh tại Sân bay quốc tế Muan ở Hàn Quốc, nó đã được cảnh báo lúc 08:57 sáng theo giờ KST (UTC+9) về khả năng va chạm với chim. Một phút sau, nó đã phát đi cảnh báo khẩn cấp. Lúc 9:00 sáng, máy bay đã cố gắng hạ cánh khẩn cấp, buộc phải quay lại sau khi bánh đáp không bung ra. Vụ tai nạn xảy ra trong khoảng thời gian từ 9:03 đến 9:07 sáng khi máy bay cố gắng hạ cánh lần nữa. Nó đã trượt khỏi đường băng khi cố gắng hạ cánh bằng bụng sau khi bánh đáp chính không bung ra. Cảnh quay video cho thấy máy bay trượt xuống đường băng mà không có bánh đáp trước khi va chạm vào bức tường chắn hệ thống định vị hạ cánh (ILS) và phát nổ. Những người sống sót duy nhất là hai thành viên phi hành đoàn được cứu từ phần đuôi máy bay.
Các dịch vụ khẩn cấp đã nhận được nhiều cuộc gọi vào khoảng 9:03 sáng, và phản ứng cháy đã ban hành tình trạng khẩn cấp cấp độ 3, mức cảnh báo cao nhất của họ. Theo Cơ quan Cứu hỏa Quốc gia, 1.562 nhân viên, bao gồm 490 lính cứu hỏa và 455 cảnh sát, đã được điều động. Đám cháy đã được dập tắt trong vòng 43 phút, trong khi các máy ghi dữ liệu chuyến bay đã được thu hồi trong ngày. Máy ghi dữ liệu chuyến bay được phát hiện đã bị hư hỏng một phần, trong khi máy ghi âm buồng lái vẫn còn nguyên vẹn.

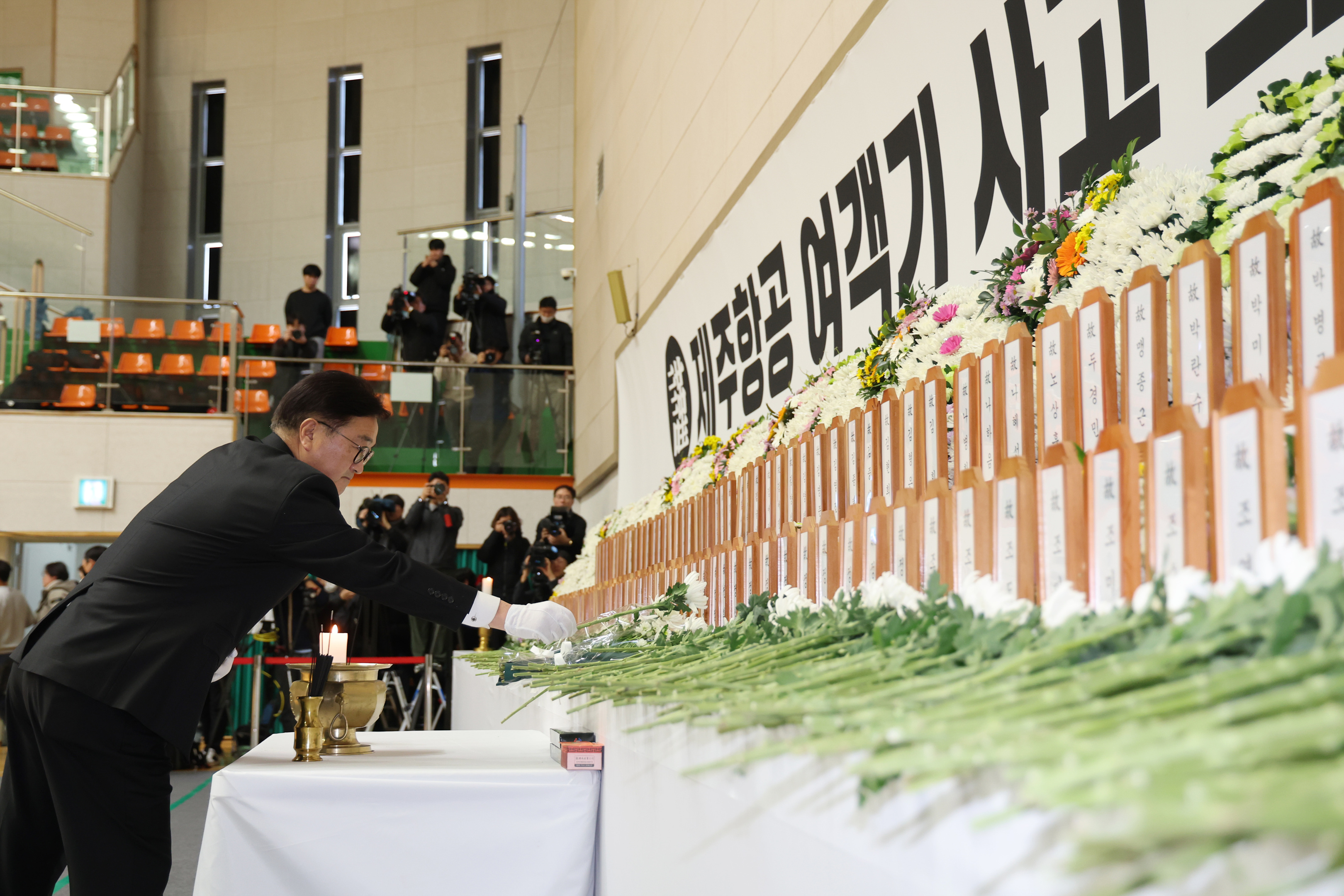
Woo Won-shik, phát ngôn viên của Quốc hội, tại lễ tưởng niệm các nạn nhân vào ngày 30 tháng 12

Đến 1:36 chiều theo giờ địa phương, lính cứu hỏa đã chuyển sang hoạt động tìm kiếm để thu hồi các thi thể. Một nhà xác tạm thời đã được thiết lập tại chỗ để xử lý các thi thể được tìm thấy từ đống đổ nát, và một phòng chờ đã được tạo ra cho các thành viên gia đình của những người cư ngụ tại sân bay với các công chức được phân công đến từng gia đình để hỗ trợ trong khi họ chờ đợi tin tức từ vụ tai nạn. Vào đêm muộn, các thành viên gia đình được bố trí tạm thời tại ký túc xá của Đại học Quốc gia Mokpo. Một số thành viên gia đình đã cung cấp mẫu DNA cho các viên chức tại sân bay để hỗ trợ nhận dạng người chết. Vào ngày 30 tháng 12, lúc 00:10, Thống đốc tỉnh Nam Jeolla Kim Yung-rok cho biết đã nhận dạng được 120 thi thể; 159 thi thể đã được lấy dấu vân tay trong khi 20 thi thể khác sẽ được nhận dạng bằng mẫu DNA. Một nhà xác tạm thời đã được thành lập tại sân bay Muan để lưu giữ người đã khuất.
Đường băng của Sân bay Quốc tế Muan đã được lệnh đóng cửa cho đến ngày 1 tháng 1 năm 2025. Vào thời điểm xảy ra thảm họa, chiều dài đường băng đã giảm từ 2.800 mét xuống còn 2.500 mét do công trình xây dựng đang diễn ra.